# 近天牛茧蜂属
近天牛茧蜂属（学名：Parabrulleia），是膜翅目茧蜂科长茧蜂亚科的一属，分布于中国、日本及越南等地，目前仅发现2种：
- 林氏近天牛茧蜂 Parabrulleia linorum Chou & Hsu，1998
- 中华近天牛茧蜂 Parabrulleia shibuensis (Matsumura, 1912)